# Björkens koloniområde

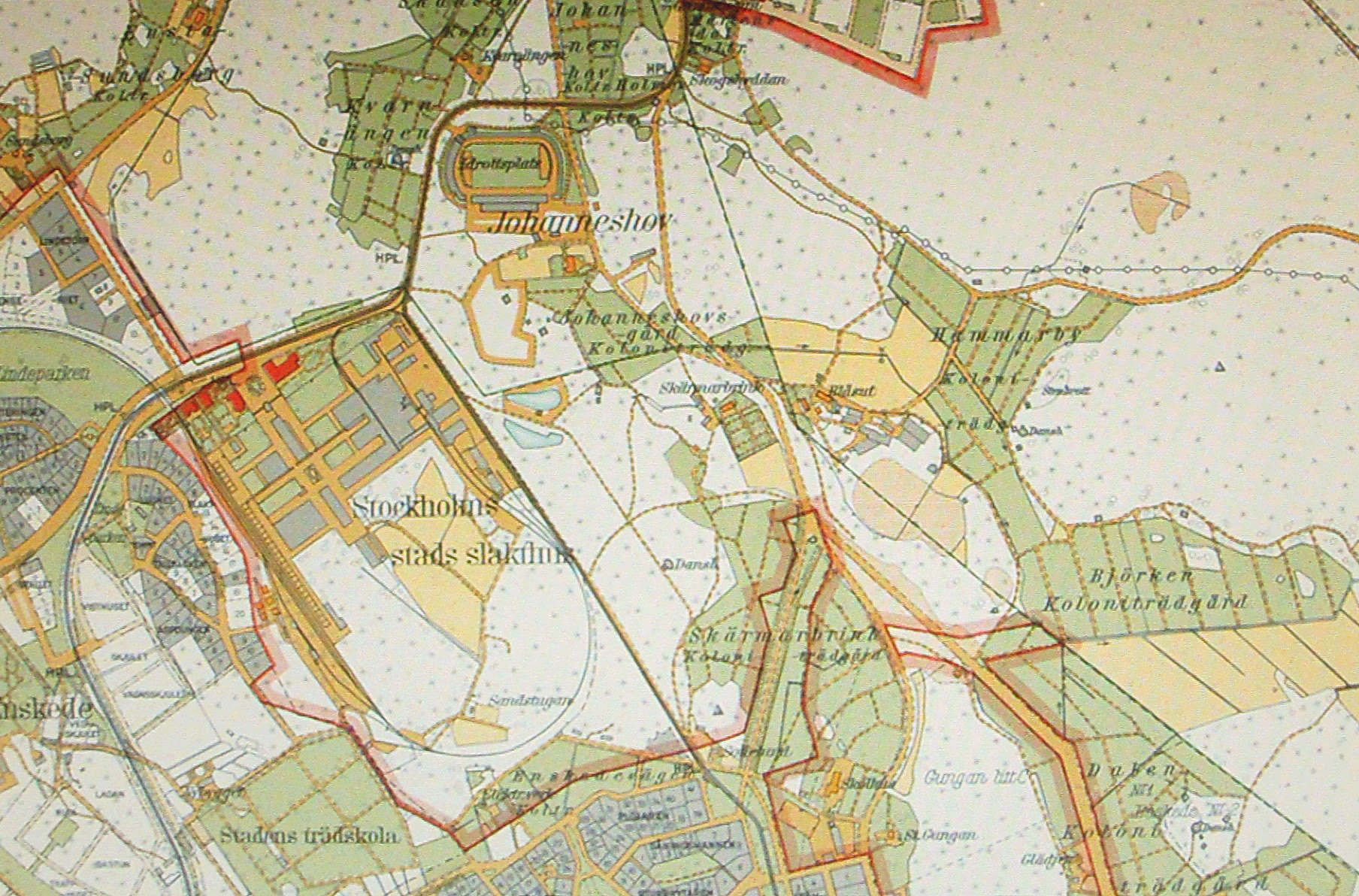
1920-tals karta av området.

Björkens koloniområde, även känt som Björken, var ett koloniområde i sydvästra Hammarbyhöjden i Stockholm.

## Historik

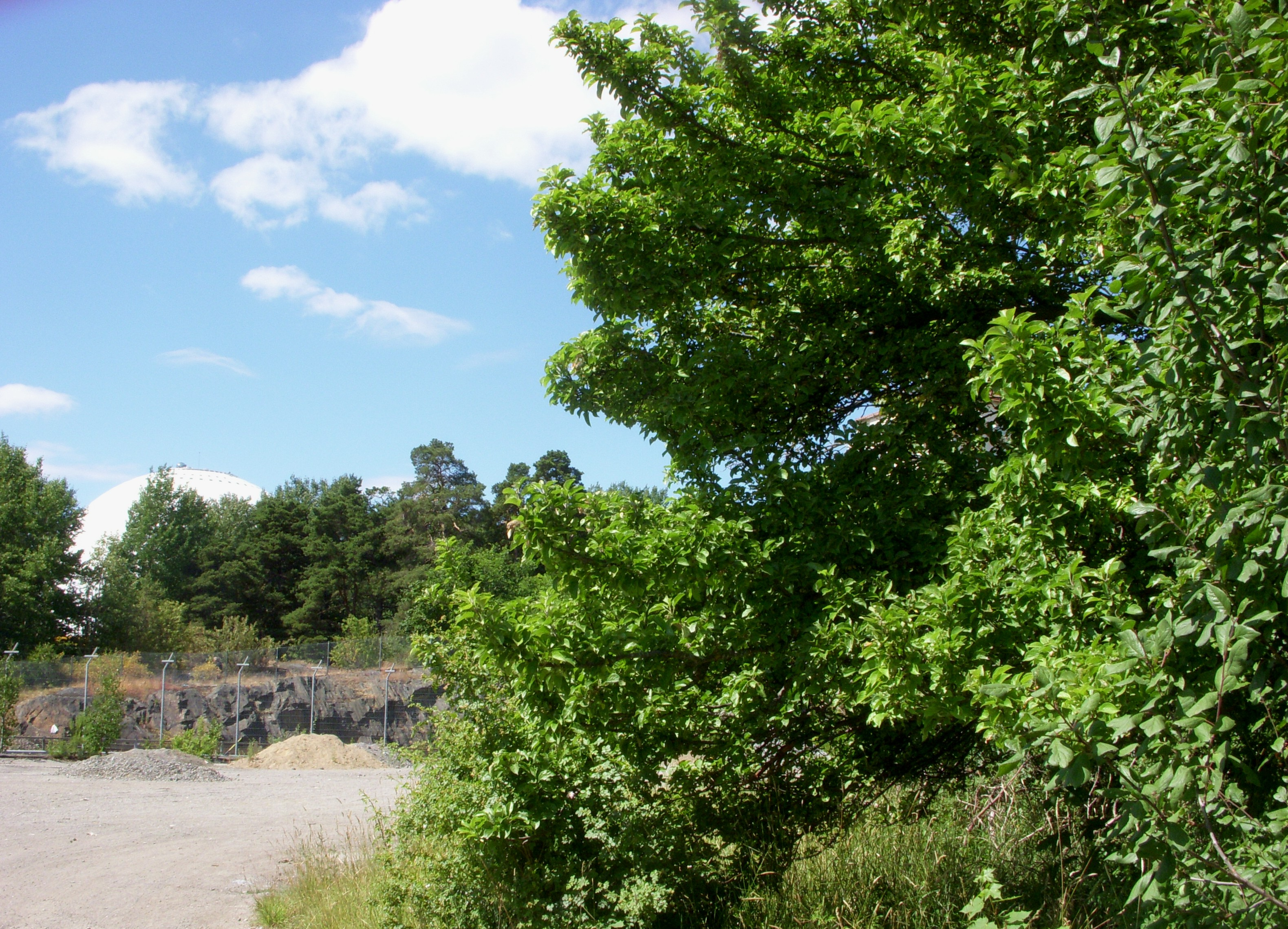
Förvildade fruktträd i en dunge norr om SL:s vagnhall. I bakgrunden syns Globen, juli 2010.

I nära omgivning av Björkens koloniområde fanns på 1920-talet flera andra koloniträdgårdar, bland dem Koloniföreningen Dalen, Johanneshov koloniträdgård, Hammarby koloniträdgård och Skärmabrink koloniträdgård. Det var inte heller långt till nyuppförda Stockholms stads slakthus.
Björken anlades 1922 och hade 97 lotter. Koloniområdet var beläget mellan dagens Paternostervägen och Åstorpsringen i sydost, inkluderande kvarteren Nytorp, Måseskär och Paternoster samt på östra och västra sidan av den norra hälften av dagens Garagevägen, inklusive kvarteren Skaradjäknen och Yrkesläraren i ost och sträckte sig i nordväst nästan ända fram till dagens tunnelbanestation Skärmarbrink. 

### Nedläggning
Omkring 1940 lades koloniområdet ner. En del av de kolonister som avhystes från Björken flyttade till Skarpnäcks koloniområde, och många flyttade även med sig sina gamla stugor dit. Området blev därefter plats för bostadshus och SL:s vagnhall Hammarbydepån. Än idag finns spår kvar i terrängen från Björkens koloniområde i form av förvildade syren- och rosenbuskar samt äppel- och plommonträd. 